# پرورش خوک

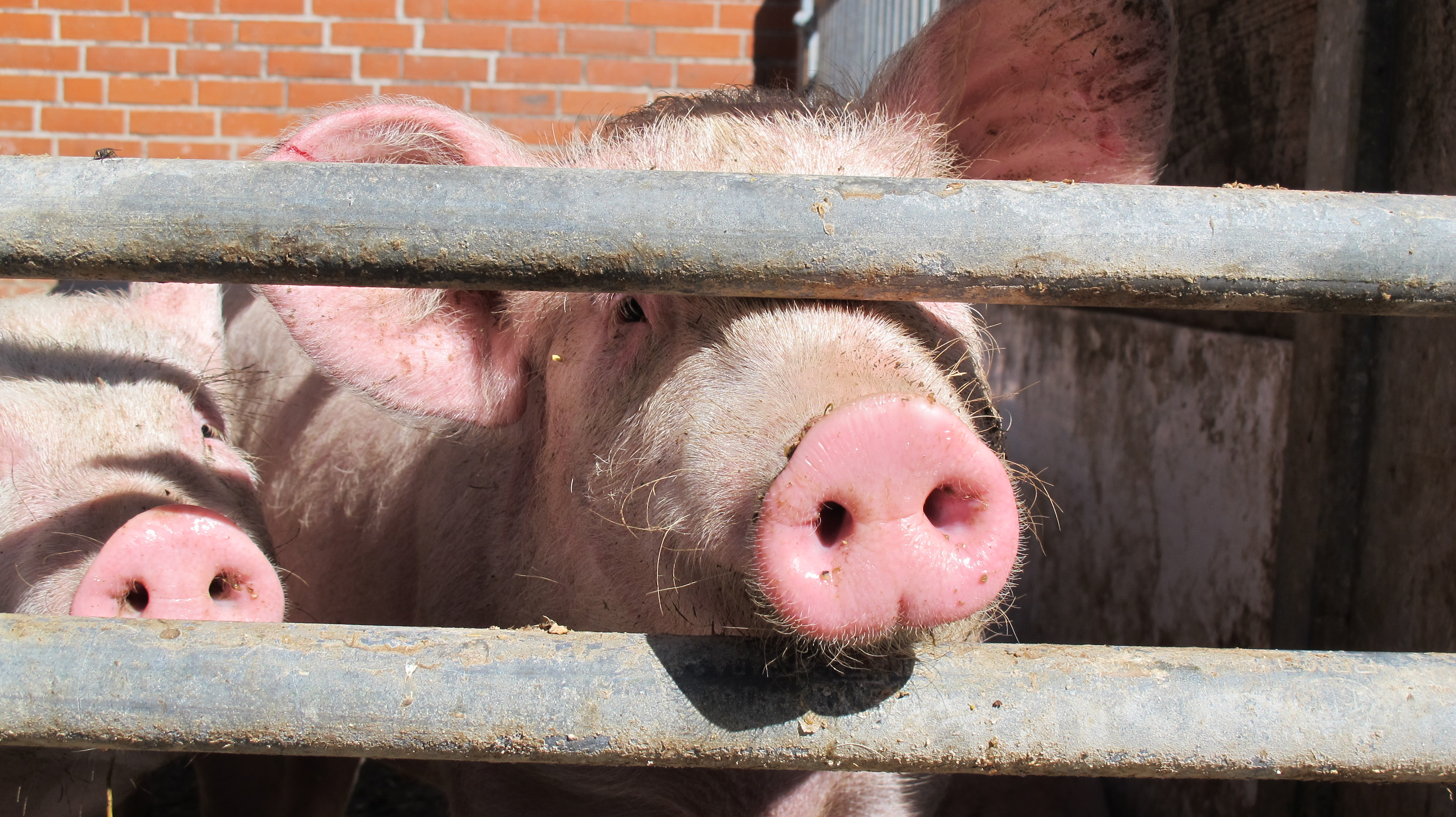
یک مزرعهٔ پرورش خوک ارگانیک در آلمان

پرورش خوک، پرواربندی و پرورش خوک اهلی به‌عنوان دام و شاخه‌ای از دامداری است. خوک‌های پرورشی اصولاً با هدف خوراکی یا گاهی برای پوست پرورش داده می‌شوند. بزرگ‌ترین تولیدکننده خوک در جهان، کشور چین است و پس از آن به‌ترتیب کشورهای آمریکا، برزیل، آلمان، دانمارک، ویتنام، اسپانیا، روسیه، مکزیک و میانمار قرار دارند.

## استفاده به عنوان مادهٔ غذایی
تقریباً تمام خوک می‌تواند به عنوان ماده غذایی استفاده شود. از خوک برای تهیه سوسیس، همبرگر و غیره استفاده می‌شود.